# Sapruddja (Bila Zerkwa)
Sapruddja (ukrainisch Запруддя; russisch Запрудье/Saprudje) ist ein Dorf in der Ukraine in der Oblast Kiew mit etwa 1300 Einwohnern (2004), etwa 72 Kilometer südlich von Kiew am Flüsschen Horochowatka (Гороховатка), einem Nebenfluss des Ros gelegen.
Der Ort wurde 1507 zum ersten Mal schriftlich erwähnt und trug bis 1960 den Namen Winzentiwka (Вінцентівка) bzw. russisch Winzentowka (Винцентовка), dieser leitet sich von Stanislaw Winzenz, welcher dem Adelsgeschlecht der Jabłonowskis angehörte und das Dorf besaß, ab (seit 1752). Der heutige Name kann sinngemäß mit „Damm“ übersetzt werden.
Am 12. Juni 2020 wurde das Dorf ein Teil der neugegründeten Siedlungsgemeinde Rokytne, bis dahin bildete es die gleichnamige Landratsgemeinde Sapruddja (Запруднянська сільська рада/Saprudnjanska silska rada) im Nordosten des Rajons Rokytne.
Am 17. Juli 2020 kam es im Zuge einer großen Rajonsreform zum Anschluss des Rajonsgebietes an den Rajon Bila Zerkwa.

## Persönlichkeiten
- Kusma Wyssozki (1911–1940), Offizier und Held der Sowjetunion